# Liste des plus gros succès du box-office en Chine continentale
Cet article présente les films qui ont fait le plus grand nombre d'entrées en Chine continentale, reprises incluses.

## Classement
La couleur       indique les films en cours de diffusion.
| Rang | Titre                                     | Année | Entrées     | Nationalité                                                          |
| ---- | ----------------------------------------- | ----- | ----------- | -------------------------------------------------------------------- |
| 1    | Ne Zha 2                                  | 2025  | 323 749 292 | Drapeau de la République populaire de Chine                          |
| 2    | Wolf Warrior 2                            | 2017  | 159 318 290 | Drapeau de la République populaire de Chine                          |
| 3    | Ne Zha                                    | 2019  | 139 890 960 | Drapeau de la République populaire de Chine                          |
| 4    | La Bataille du lac Changjin               | 2021  | 124 184 124 | Drapeau de la République populaire de Chine                          |
| 5    | Ni hao, Li Huanying                       | 2021  | 120 363 951 | Drapeau de la République populaire de Chine                          |
| 6    | The Wandering Earth                       | 2019  | 104 545 076 | Drapeau de la République populaire de Chine                          |
| 7    | Detective Chinatown 3 (en)                | 2021  | 94 440 007  | Drapeau de la République populaire de Chine                          |
| 8    | Operation Red Sea                         | 2018  | 93 610 000  | Drapeau de la République populaire de Chine · Drapeau de Hong Kong   |
| 9    | The Mermaid                               | 2016  | 92 389 429  | Drapeau de la République populaire de Chine · Drapeau de Hong Kong   |
| 10   | No More Bets (en)                         | 2023  | 92 381 684  | Drapeau de la République populaire de Chine                          |
| 11   | Full River Red                            | 2023  | 91 576 400  | Drapeau de la République populaire de Chine                          |
| 12   | Dying to Survive                          | 2018  | 88 570 000  | Drapeau de la République populaire de Chine                          |
| 13   | Detective Chinatown 2                     | 2018  | 87 258 276  | Drapeau de la République populaire de Chine                          |
| 14   | Avengers: Endgame                         | 2019  | 86 735 000  | Drapeau des États-Unis                                               |
| 15   | Lost in the Stars (en)                    | 2023  | 84 724 099  | Drapeau de la République populaire de Chine                          |
| 16   | La Bataille du lac Changjin 2             | 2022  | 82 125 817  | Drapeau de la République populaire de Chine                          |
| 17   | My People, My Country                     | 2019  | 81 305 000  | Drapeau de la République populaire de Chine                          |
| 18   | La Brigade des 800                        | 2020  | 80 327 633  | Drapeau de la République populaire de Chine                          |
| 19   | Successor (en)                            | 2024  | 80 251 221  | Drapeau de la République populaire de Chine                          |
| 20   | The Wandering Earth 2                     | 2023  | 79 102 493  | Drapeau de la République populaire de Chine                          |
| 21   | The Chinese Pilot                         | 2019  | 77 214 959  | Drapeau de la République populaire de Chine                          |
| 22   | Moon Man (en)                             | 2022  | 74 517 549  | Drapeau de la République populaire de Chine                          |
| 23   | Detective Chinatown 1900 (en)             | 2025  | 73 650 132  | Drapeau de la République populaire de Chine                          |
| 24   | Dead to Rights                            | 2025  | 73 218 843  | Drapeau de la République populaire de Chine                          |
| 25   | Hello Mr. Billionaire                     | 2018  | 72 785 000  | Drapeau de la République populaire de Chine                          |
| 26   | Fast and Furious 8                        | 2017  | 72 775 096  | Drapeau des États-Unis                                               |
| 27   | My People, My Homeland (en)               | 2020  | 72 549 523  | Drapeau de la République populaire de Chine                          |
| 28   | Yolo (en)                                 | 2024  | 72 408 067  | Drapeau de la République populaire de Chine                          |
| 29   | Pegasus 2 (en)                            | 2024  | 71 081 933  | Drapeau de la République populaire de Chine                          |
| 30   | Never Say Die                             | 2017  | 66 715 000  | Drapeau de la République populaire de Chine                          |
| 31   | Monster Hunt                              | 2015  | 65 563 022  | Drapeau de la République populaire de Chine · Drapeau de Hong Kong   |
| 32   | Avengers: Infinity War                    | 2018  | 62 905 000  | Drapeau des États-Unis                                               |
| 33   | Fast and Furious 7                        | 2015  | 62 447 888  | Drapeau des États-Unis                                               |
| 34   | Creation of the Gods I: Kingdom of Storms | 2023  | 60 333 561  | Drapeau de la République populaire de Chine                          |
| 35   | Monster Hunt 2                            | 2018  | 58 870 000  | Drapeau de la République populaire de Chine · Drapeau de Hong Kong   |
| 36   | Aquaman                                   | 2018  | 55 920 000  | Drapeau des États-Unis                                               |
| 37   | Ex-Files 3: The Return of the Exes        | 2017  | 55 475 000  | Drapeau de la République populaire de Chine                          |
| 38   | Too Cool to Kill (en)                     | 2022  | 54 286 848  | Drapeau de la République populaire de Chine                          |
| 39   | Never Say Never (en)                      | 2023  | 53 864 379  | Drapeau de la République populaire de Chine                          |
| 40   | Article 20 (en)                           | 2024  | 53 104 657  | Drapeau de la République populaire de Chine                          |
| 41   | Crazy Alien                               | 2019  | 52 705 000  | Drapeau de la République populaire de Chine                          |
| 42   | Venom                                     | 2018  | 52 479 397  | Drapeau des États-Unis · Drapeau de la République populaire de Chine |
| 43   | Lost in Hong Kong (en)                    | 2015  | 48 990 635  | Drapeau de la République populaire de Chine                          |
| 44   | The Bravest                               | 2019  | 47 556 474  | Drapeau de la République populaire de Chine                          |
| 45   | Jurassic World: Fallen Kingdom            | 2018  | 47 459 160  | Drapeau des États-Unis                                               |
| 46   | Transformers 4 : L'Âge de l'extinction    | 2014  | 46 983 545  | Drapeau des États-Unis · Drapeau de la République populaire de Chine |
| 47   | Kung Fu Yoga                              | 2017  | 46 120 000  | Drapeau de la République populaire de Chine · Drapeau de l'Inde      |
| 48   | Mojin: The Lost Legend                    | 2015  | 45 967 894  | Drapeau de la République populaire de Chine                          |
| 49   | Zootopie                                  | 2016  | 45 476 646  | Drapeau des États-Unis                                               |
| 50   | Goodbye Mr. Loser (en)                    | 2015  | 44 539 577  | Drapeau de la République populaire de Chine                          |

### Note
1. ↑  Sur la gauche le pays majoritaire et sur la droite son principal partenaire.